# Jean Kestemberg
Jean Kestemberg, né le 17 décembre 1912 à Kielce (Empire russe, aujourd'hui en Pologne) et mort le 25 août 1975 à Rousset, est un psychiatre et psychanalyste français.

## Biographie
Juif d'origine polonaise, il quitte son pays pour faire ses études de médecine à Paris dans les années 1930. 
Engagé comme médecin des Brigades internationales, puis dans l'armée française en 1939, il est par la suite actif comme résistant. 
Il fait une analyse avec Jacques Lacan puis est accepté comme membre adhérent de la Société psychanalytique de Paris en 1953. Il y milite, avec Evelyne Kestemberg (1918-1989), son épouse, pour l'introduction de la psychanalyse adaptée aux patients psychotiques[réf. souhaitée]. 
En 1962, il rencontre le psychanalyste Alain Didier-Weill.
En 1974, le couple fonde le centre de psychanalyse et de psychothérapie, nommé après la disparition d'Evelyne Kestemberg, Centre Evelyne et Jean-Kestemberg, dirigé par Jean Kestemberg jusqu'à sa mort en 1975, puis par Évelyne Kestemberg jusqu'en 1989,.

## Publications
- La faim et le corps avec Simone Decobert et Évelyne Kestemberg, (1re éd. 1972) éd. PUF, coll « Le Fil rouge », 2005  (ISBN 2-130-54835-0)
- Propos sur le rôle d'un psychanalyste dans une institution psychiatrique in L'Évolution psychiatrique, 36, 3, 1971
- « À propos de la relation érotomaniaque », Revue française de psychanalyse, XXVI, 5, 1962, p. 533-589 lire en ligne sur Gallica . Prix Maurice Bouvet (1963)[6].